# Киношок
«Киношо́к» — открытый российский фестиваль кино стран СНГ и Балтии. Проходит в Анапе с 1992 года, ежегодно в сентябре, и является одним из крупнейших кинофестивалей России.

## История фестиваля
Фестиваль «Киношок» был основан в 1992 году актрисой Ириной Шевчук, драматургом Виктором Мережко, а также журналистом и кинокритиком Сергеем Новожиловым. Проводится ежегодно в сентябре в городе Анапа. 

## Номинации
- конкурс полнометражных фильмов
- конкурс короткометражных фильмов «Границы Шока»
- «ТВ-Шок» (игровые телефильмы)
- «КиноМалыШок» (конкурс детского игрового и анимационного кино).

## Призы

### Призы большого жюри

#### Золотая Лоза
Главный приз фестиваля «Золотая лоза» вручается продюсеру за лучший полнометражный фильм.

##### Список по годам
- 2024 — «Филателия»,  Россия
- 2023 — «Продавщица», Монголия
- 2022 — «Кукушка», Монголия
- 2019 — «Горячая лепёшка»,  Узбекистан, Узбекистан
- 2018 — «Мунабия» Киргизия
- 2017 — «Кэрэл — невидимая красота»  Россия, Якутия
- 2016 — «Чума в ауле Каратас»  Казахстан
- 2015 — «Небесное кочевье» Киргизия
- 2014 — «Кукурузный остров»  Грузия
- 2013 — «Старик» («Шал»)  Казахстан
- 2012 — «Небеса — моя обитель»  Узбекистан
- 2011 — «Шапито-шоу»  Россия
- 2010 — «Евразиец»  Литва  Россия  Франция
- 2009 — «Мелодия для шарманки»  Украина
- 2008 — «Осенний бал»  Эстония
- 2007 — «Заклинание греха»  Литва
- 2006 — «Сыт по горло»  Эстония  Германия
- 2005 — «Путешествие в Карабах»  Грузия
- 2004 — «Остров возрождения»  Казахстан
- 2003 — «Ангел справа»  Таджикистан  Италия Швейцария  Франция
- 2002 — «Лунные поляны»  Россия
- 2001 — «Хорошие руки»  Эстония  Латвия
- 2000 — «Тихие омуты»  Россия
- 1999 — «Оратор»  Узбекистан
- 1998 — «Тоталитарный роман»  Россия
- 1997 — «Райские птички»  Грузия
- 1996 — не присуждался
- 1995 — «Барышня крестьянка»  Россия
- 1994 — не присуждался
- 1993 — «Макаров»  Россия
- 1992 — «Арифметика убийства»  Россия

### Основные призы
- за лучшую режиссуру в полнометражном кино;
- за лучший сценарий в полнометражном кино;
- за лучшую операторскую работу, им. А. Княжинского в полнометражном кино;
- за лучшую женскую роль в полнометражном кино;
- за лучшую мужскую роль в полнометражном кино;
- специальный диплом Большого жюри.

### Призы жюри конкурса «Границы шока»
- Главный приз лучшему короткометражному фильму (вручается режиссёру);
- Два специальных приза (разнозначные).

### Призы жюри конкурса «Неформат»
- Приз за лучший фильм (вручается режиссёру);
- Два диплома жюри (разнозначные)

### Призы конкурса «ТВ-Шок» (вручаются продюсерам)
- Первый приз;
- Второй приз;
- Третий приз.

### Призы Детского жюри конкурса «КиноМалыШок»
- Приз за лучший фильм;
- Два приза за лучшую детскую роль (девочка, мальчик).

### Призы Международного фестивального совета
- Специальный приз «Госпожа удача» им. Павла Луспекаева за мужество и достоинство в профессии;
- Приз лучшему продюсеру стран СНГ, Латвии, Литвы и Эстонии.